# Laura Berg

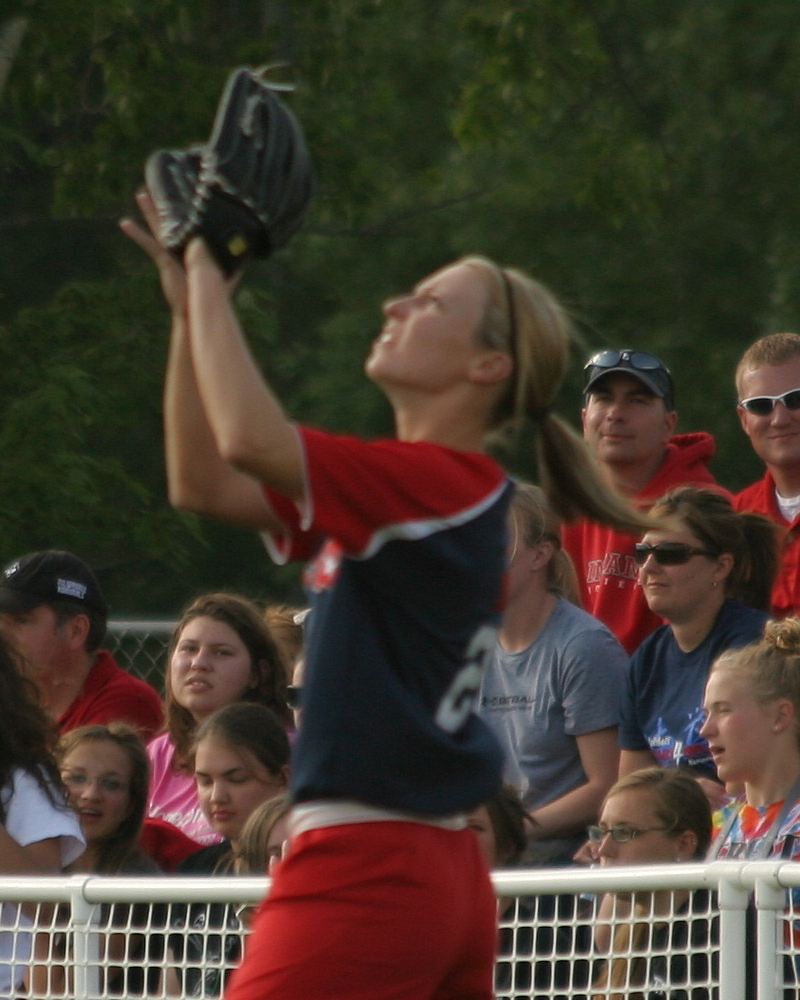
Laura Berg (2008)

Laura Kay Berg (* 6. Januar 1975 in Santa Fe Springs, Kalifornien) ist eine ehemalige Softballspielerin aus den Vereinigten Staaten. Mit drei Goldmedaillen und einer Silbermedaille ist sie die bei Olympischen Spielen erfolgreichste Softballspielerin.

## Karriere
Laura Berg besuchte die Santa Fe Springs High School und studierte dann an der California State University, Fresno.
In der Nationalmannschaft spielte sie von 1994 bis 2008. In dieser Zeit gewann sie vier Weltmeistertitel 1994, 1998, 2002 und 2006. Bei den Panamerikanischen Spielen gewann sie mit ihrem Team 1999, 2003 und 2007.
1996 war Softball erstmals Bestandteil des olympischen Programms. Beim Turnier in Atlanta gewann das Team aus den Vereinigten Staaten in der Vorrunde sechs von sieben Spielen und unterlag nur den Australierinnen. Nach zwei Siegen gegen die Chinesinnen waren die Spielerinnen aus den Vereinigten Staaten Olympiasiegerinnen. Berg spielte in allen Spielen als Center Fielderin.
Vier Jahre später beim Olympiaturnier 2000 in Sydney unterlag das Team aus den Vereinigten Staaten in der Vorrunde den Japanerinnen, den Chinesinnen und den Australierinnen. In der Finalrunde besiegte das US-Team alle drei Mannschaften, gegen die vorher verloren wurde. Damit verteidigten die Amerikanerinnen ihre olympische Goldmedaille erfolgreich. Berg wirkte in allen zehn Begegnungen mit.
2004 in Athen waren mit Leah Amico, Laura Berg, Lisa Fernandez und Lori Harrigan vier Spielerinnen dabei, die bereits zweimal Olympiasiegerin geworden waren. Die Mannschaft aus den Vereinigten Staaten gewann diesmal alle neun Spiele, im Finale unterlagen die Australierinnen mit 1:5. Berg war in acht von neun Matches dabei und steuerte insgesamt vier Runs bei.
Beim Olympiaturnier 2008 in Peking gewann das US-Team alle sieben Vorrundenbegegnungen und besiegte im Halbfinale die Japanerinnen mit 4:1. Durch einen Sieg über die Australierinnen erreichten die Japanerinnen das Finale und bezwangen die Mannschaft aus den Vereinigten Staaten mit 3:1. Berg wirkte in sieben von neun Spielen mit, wobei sie diesmal meist im Right Field eingesetzt wurde. Im Halbfinale war sie als Pinch Hitterin dabei, im Finale wurde sie nicht eingesetzt.
Nach ihrer aktiven Laufbahn wurde Berg Assistenztrainerin an ihrer Universität und später Cheftrainerin an der Oregon State University.